# Allan Mauritzson
Allan Erik Mauritzson, född 22 november 1926 i Landskrona, är en svensk elektroingenjör.
Mauritzson avlade studentexamen i Helsingborg 1945 och utexaminerades från Chalmers tekniska högskola 1950. Han var ingenjör vid Asea i Västerås, Ludvika, Göteborg och Wien 1950–1955, förste byråingenjör vid Västerås stads tekniska verk 1955, elverksingenjör vid Lunds stads tekniska verk 1956, förste ingenjör vid Halmstads stads elektricitetsverk 1959 och chef för detta verk från 1961. I mitten av 1970-talet övergick han till utlandsverksamhet och var 1985 Swedpowers platschef i Bagdad.